# Philodromus frontosus
Philodromus frontosus es una especie de araña cangrejo del género Philodromus, familia Philodromidae. Fue descrita científicamente por Simon en 1897.

## Distribución
Esta especie se encuentra en India.